# Бретињи сир Орж
Бретињи сир Орж (фр. Brétigny-sur-Orge) насеље је и општина у Француској у Париском региону, у департману Есон која припада префектури Палесо.
По подацима из 2011. године у општини је живело 24.264 становника, а густина насељености је износила 1666,48 становника/km². Општина се простире на површини од 14,56 km². Налази се на средњој надморској висини од nc метара (максималној 97 m, а минималној 41 m).

## Демографија
| 1962. | 1968.  | 1975.  | 1982.  | 1990.  | 1999.  | 2011.  |
| ----- | ------ | ------ | ------ | ------ | ------ | ------ |
| 6.830 | 12.688 | 19.572 | 18.662 | 19.671 | 21.650 | 24.264 |

График промене броја становника у току последњих година